# Младен Долар
Младен Долар (нар. 29 січня 1951) — словенський філософ, психоаналітик, теоретик культури та кінокритик.
Долар народився в Мариборі, його батько — літературознавець Яро Долар. У 1978 р. він закінчив філософію та французьку мову в Люблянському університеті під керівництвом відомого філософа Божидара Дебяняка. Пізніше навчався в Університеті Париж VII та Вестмінстерському університеті.
Долар разом із Славоєм Жижеком та Растком Мочником був співзасновником Товариства теоретичного психоаналізу, головна мета якого — досягти синтезу між лаканіанським психоаналізом та філософією німецького ідеалізму.
Долар викладав у Люблянському університеті з 1982 року. У 2010 році він почав працювати дослідником-радником з теорії в Академії Яна ван Ейка, у Маастрихті, в Нідерландах. Його основні сфери експертизи — філософія Геґеля (про яку він написав кілька книг, включаючи двотомну інтерпретацію Феноменології розуму/духу) та французький структуралізм. Він також теоретик музики та кінокритик.
Книга Долара «Голос і нічого більше», дослідження голосу в його лінгвістичному, метафізичному, фізичному, етичному та політичному вимірах, була перекладено на шість мов.

## Праці
Сторінка факультету EGS Младена Долара (біографія та твори) [Архівовано 12 травня 2020 у Wayback Machine.]
- Imogen Stidworthy, Dolar, Mladen, Caroline Bergvall, and Steven Connor. Imogen Stidworthy. Matt's Gallery, 2011 ISBN 0907623778
- A Voice and Nothing More, Dolar, Mladen. A Voice and Nothing More. Cambridge: MIT Press, 2006. ISBN: 026541874
- Opera's Second Death, Dolar, Mladen and Slavoj Žižek. Opera's Second Death. Routledge, 2002. ISBN: 0415930170

### Переклади українською
- Младен Долар. Голос і більше нічого. Пер. з англійської Павла Шведа — Київ: Комубук, 2022[9]